# Ашраф, Ахмед
Ахмед Ашраф Аль-Фики (араб. أحمد أشرف‎; 31 декабря 1993) — саудовский футболист, также обладающий гражданство Египта, полузащитник, игрок клуба «Аль-Хиляль».

## Клубная карьера
Ахмед стал игроком «Аль-Хиляля» в 2018 году, и дебютировал за клуб 30 января того же года в матче с «Аль-Раедом». Он вышел на замену, сыграв 17 минут и отдал голевую передачу. В первом сезоне в клубе сыграв 7 матчей, отдав одну голевую передачу. 23 марта дебютировал в главной сборной страны в матче с Украиной на 89-й минуте матча.